# Vingt-deuxième district congressionnel de l'État de New York
 (janvier 2025).
La mise en forme du texte ne suit pas les recommandations de Wikipédia : il faut le « wikifier ».
Les points d'amélioration suivants sont les cas les plus fréquents. Le détail des points à revoir est peut-être précisé sur la page de discussion.
- Les titres sont pré-formatés par le logiciel. Ils ne sont ni en capitales, ni en gras.
- Le texte ne doit pas être écrit en capitales (les noms de famille non plus), ni en gras, ni en italique, ni en « petit »…
- Le gras n'est utilisé que pour surligner le titre de l'article dans l'introduction, une seule fois.
- L'italique est rarement utilisé : mots en langue étrangère, titres d'œuvres, noms de bateaux, etc.
- Les citations ne sont pas en italique mais en corps de texte normal. Elles sont entourées par des guillemets français : « et ».
- Les listes à puces sont à éviter, des paragraphes rédigés étant largement préférés. Les tableaux sont à réserver à la présentation de données structurées (résultats, etc.).
- Les appels de note de bas de page (petits chiffres en exposant, introduits par l'outil «  Source ») sont à placer entre la fin de phrase et le point final[comme ça].
- Les liens internes (vers d'autres articles de Wikipédia) sont à choisir avec parcimonie. Créez des liens vers des articles approfondissant le sujet. Les termes génériques sans rapport avec le sujet sont à éviter, ainsi que les répétitions de liens vers un même terme.
- Les liens externes sont à placer uniquement dans une section « Liens externes », à la fin de l'article. Ces liens sont à choisir avec parcimonie suivant les règles définies. Si un lien sert de source à l'article, son insertion dans le texte est à faire par les notes de bas de page.
- La présentation des références doit suivre les conventions bibliographiques. Il est recommandé d'utiliser les modèles {{Ouvrage}}, {{Chapitre}}, {{Article}}, {{Lien web}} et/ou {{Bibliographie}}. Le mode d'édition visuel peut mettre en forme automatiquement les références.
- Insérer une infobox (cadre d'informations à droite) n'est pas obligatoire pour parachever la mise en page.

Pour une aide détaillée, merci de consulter Aide:Wikification.
Si vous pensez que ces points ont été résolus, vous pouvez retirer ce bandeau et améliorer la mise en forme d'un autre article.
Le 22e district congressionnel de New York est un district actuellement représenté par le Démocrate John Mannion. Les villes importantes du district comprennent Syracuse et Utica ; avec les limites de district les plus récentes approuvées par la législature de l'État de New York, le district comprend également Auburn. Le district abrite plusieurs collèges et universités, dont l'université de Syracuse, la SUNY Environmental Science and Forestry, la SUNY Upstate Medical University, le Hamilton College, l'université Colgate et l'Université d'Utica.
Le district comprend désormais la totalité des comtés de Madison et d'Onondaga, ainsi que certaines parties des comtés de Cayuga, Cortland et Oneida.

## Historique de vote

### Résultats selon les lignes actuelles (2023-2025)[2]
| Année | Poste     | Résultats             |
| ----- | --------- | --------------------- |
| 2016  | Président | Clinton 47,9 - 45,8 % |
| 2020  | Président | Biden 52,6 - 45,2 %   |

### Résultats selon les futures lignes (depuis 2025)[3]
| Année | Poste                  | Résultats                  |
| ----- | ---------------------- | -------------------------- |
| 2016  | Président              | Clinton 49,6 % - 43,9 %    |
| 2016  | Sénat                  | Schumer 67,2 % - 30,5 %    |
| 2018  | Sénat                  | Gillibrand 59,4 % - 40,5 % |
| 2018  | Gouverneur             | Molinaro 46,0 % - 45,2 %   |
| 2020  | Président              | Biden 55,8 % - 44,2 %      |
| 2022  | Sénat                  | Schumer 53,7 % - 45,7 %    |
| 2022  | Gouverneur             | Zeldin 51,0 % - 48,8 %     |
| 2022  | Procureur général      | James 50,1 % - 49,9 %      |
| 2022  | Contrôleur des comptes | DiNapoli 54,2 - 45,8 %     |

## Liste des Représentants du district

### 1821 - 1833: un siège
| Membre                         | Parti                 | Année                         | Congrès | Histoire électorale                                                                                       | Zone géographique                       |
| ------------------------------ | --------------------- | ----------------------------- | ------- | --- | --------------------------------------- |
| District établi le 4 mars 1821 |                       |                               |         | |                                         |
| Vacant                         | Vacant                | 4 mars 1821 - 3 décembre 1821 | 17e     | Les élections ont eu lieu en avril 1821. Il n'est pas clair à quel moment les résultats ont été annoncés. | 1821–1823                               |
| Albert H. Tracy (en)           | Républicain-Démocrate | 3 décembre 1821 - 3 mars 1823 | 17e     | Élu en 1821. Redécoupage vers le 30e district.                                                            | 1821–1823                               |
| Justin Dwinell (en)            | Républicain-Démocrate | 4 mars 1823 - 3 mars 1825     | 18e     | Élu en 1822.                                                                                              | 1823–1833 Comtés de Madison et Cortland |
| John Miller (en)               | Anti-Jacksonien       | 4 mars 1825 - 3 mars 1827     | 19e     | Élu en 1824.                                                                                              | 1823–1833 Comtés de Madison et Cortland |
| John G. Stower (en)            | Jacksonien (en)       | 4 mars 1827 - 3 mars 1829     | 20e     | Élu en 1826.                                                                                              | 1823–1833 Comtés de Madison et Cortland |
| Thomas Beekman (en)            | Anti-Jacksonien       | 4 mars 1829 - 3 mars 1831     | 21e     | Élu en 1828.                                                                                              | 1823–1833 Comtés de Madison et Cortland |
| Edward C. Reed (en)            | Jacksonien (en)       | 4 mars 1831 - 3 mars 1833     | 22e     | Élu en 1830.                                                                                              | 1823–1833 Comtés de Madison et Cortland |

### 1833 - 1843: deux sièges
De 1833 à 1843, deux sièges sont attribués, élus au suffrage universel sur la base d'une liste générale.
| 4 mars 1833 - 3 mars 1835         | 23e | Nicoll Halsey (en)       | Jacksonien (en) | Élu en 1832.                          | Samuel G. Hathaway (en) | Jacksonien (en) | Élu en 1832. |
| 4 mars 1835 - 3 mars 1837         | 24e | Stephen B. Leonard (en)  | Jacksonien (en) | Élu en 1834.                          | Joseph Reynolds (en)    | Jacksonien (en) | Élu en 1834. |
| 4 mars 1837 - 27 juillet 1838     | 25e | Andrew DeWitt Bruyn (en) | Démocrate       | Élu en 1836. Décès.                   | Hiram Gray (en)         | Démocrate       | Élu en 1836. |
| 27 juillet 1838 - 3 décembre 1838 | 25e | Vacant                   | Vacant          | Vacant                                | Hiram Gray (en)         | Démocrate       | Élu en 1836. |
| 3 décembre 1838 - 3 mars 1839     | 25e | Cyrus Beers (en)         | Démocrate       | Élu pour terminer le mandat de Bruyn. | Hiram Gray (en)         | Démocrate       | Élu en 1836. |
| 4 mars 1839 - 3 mars 1841         | 26e | Stephen B. Leonard (en)  | Démocrate       | Élu en 1838                           | Amasa Dana (en)         | Démocrate       | Élu en 1838. |
| 4 mars 1841 - 3 mars 1843         | 27e | Samuel Partridge (en)    | Démocrate       | Élu en 1840.                          | Lewis Riggs (en)        | Démocrate       | Élu en 1840. |

### Depuis 1843: un siège
| Membre                     | Parti                 | Années                              | Congrès     | Histoire électorale | District map |
| -------------------------- | --------------------- | ----------------------------------- | ----------- | --- | ------------ |
| Meade Purdy (en)           | Démocrate             | 4 mars 1843 - 3 mars 1845           | 28e         | Élu en 1842. |              |
| Stephen Strong (en)        | Démocrate             | 4 mars 1845 - 3 mars 1847           | 29e         | Élu en 1844. |              |
| Ausburn Birdsall (en)      | Démocrate             | 4 mars 1847 - 3 mars 1849           | 30e         | Élu en 1846. |              |
| Henry Bennett (en)         | Whig                  | 4 mars 1849 - 3 mars 1853           | 31e , 32e   | Élu en 1848. Réélu en 1850. Redécoupage vers le 21e district.                                                                                      |              |
| Gerrit Smith               | Free Soil Party       | 4 mars 1853 - 7 août 1854           | 33e         | Élu en 1852. Démissionne. |              |
| Vacant                     | Vacant                | 7 août 1854 - 7 novembre 1854       | 33e         | |              |
| Henry C. Goodwin (en)      | Whig                  | 7 novembre 1854 - 3 mars 1855       | 33e         | Élu pour terminer le mandat de Smith. |              |
| Andrew Z. McCarty (en)     | Opposition Party (en) | 4 mars 1855 - 3 mars 1857           | 34e         | Élu en 1854. |              |
| Henry C. Goodwin (en)      | Républicain           | 4 mars 1857 - 3 mars 1859           | 35e         | Élu en 1856. |              |
| M. Lindley Lee (en)        | Républicain           | 4 mars 1859 - 3 mars 1861           | 36e         | Élu en 1858. |              |
| William E. Lansing (en)    | Républicain           | 4 mars 1861 - 3 mars 1863           | 37e         | Élu en 1860. |              |
| De Witt C. Littlejohn (en) | Républicain           | 4 mars 1863 - 3 mars 1865           | 38e         | Élu en 1862. |              |
| Sidney T. Holmes (en)      | Républicain           | 4 mars 1865 - 3 mars 1867           | 39e         | Élu en 1864. |              |
| Sidney T. Holmes (en)      | Républicain           | 4 mars 1867 - 3 mars 1871           | 40e , 41e   | Élu en 1866. Réélu en 1868. |              |
| William E. Lansing (en)    | Républicain           | 4 mars 1871 - 3 mars 1873           | 42e         | Élu en 1870. Redécoupage vers le 23e district. |              |
| Ellis H. Roberts (en)      | Républicain           | 4 mars 1873 - 3 mars 1875           | 43e         | Redécoupage depuis le 21e district et réélu en 1872.                                                                                               |              |
| George A. Bagley (en)      | Républicain           | 4 mars 1875 - 3 mars 1879           | 44e , 45e   | Élu en 1874. Réélu en 1876. |              |
| Warner Miller (en)         | Républicain           | 4 mars 1879 - 26 juillet 1881       | 46e , 47e   | Élu en 1878. Réélu en 1880. Démissionne lorsqu'élu Sénateur des États-Unis.                                                                        |              |
| Vacant                     | Vacant                | 26 juillet 1881 - 8 novembre 1881   | 47e         | |              |
| Charles R. Skinner (en)    | Républicain           | 8 novembre 1881 - 3 mars 1885       | 47e , 48e   | Élu pour terminer le mandat de Miller. Réélu en 1882.                                                                                              |              |
| Abraham X. Parker (en)     | Républicain           | 4 mars 1885 - 3 mars 1889           | 49e , 50e   | Redécoupage depuis le 19e district et réélu en 1884. Réélu en 1886.                                                                                |              |
| Abraham X. Parker (en)     | Républicain           | 4 mars 1889 - 3 mars 1891           | 51e         | Élu en 1888. |              |
| Leslie W. Russell (en)     | Républicain           | 4 mars 1891 - 11 septembre 1891     | 52e         | Élu en 1890. Démissionne lorsqu'élu Juge Assesseur de la Cour Suprême de New York.                                                                 |              |
| Vacant                     | Vacant                | 11 septembre 1891 - 3 novembre 1891 | 52e         | |              |
| N. Martin Curtis (en)      | Républicain           | 3 novembre 1891 - 3 mars 1897       | 52e - 54e   | Élu pour terminer le mandat de Russell. Réélu en 1892. Réélu en 1894.                                                                              |              |
| Lucius N. Littauer (en)    | Républicain           | 4 mars 1897 - 3 mars 1903           | 55e - 57e   | Élu en 1896. Réélu en 1898. Réélu en 1900. Redécoupage vers le 25e district.                                                                       |              |
| William H. Draper (en)     | Républicain           | 4 mars 1903 - 3 mars 1913           | 58e - 62e   | Redécoupage depuis le 19e district et réélu en 1902. Réélu en 1904. Réélu en 1906. Réélu en 1908. Réélu en 1910.                                   |              |
| Henry Bruckner (en)        | Démocrate             | 4 mars 1913 - 31 décembre 1917      | 63e - 65e   | Élu en 1912. Réélu en 1914. Réélu en 1916. Démission.                                                                                              |              |
| Vacant                     | Vacant                | 31 décembre 1917 - 5 mars 1918      | 65e         | |              |
| Anthony J. Griffin (en)    | Démocrate             | 5 mars 1918 - 13 janvier 1935       | 65e - 74e   | Élu en 1918. Réélu en 1920. Réélu en 1922. Réélu en 1924. Réélu en 1926. Réélu en 1928. Réélu en 1930. Réélu en 1932. Réélu en 1934. Décès.        |              |
| Vacant                     | Vacant                | 13 janvier 1935 - 5 novembre 1935   | 74e         | |              |
| Edward W. Curley (en)      | Démocrate             | 5 novembre 1935 - 6 janvier 1940    | 74e - 76e   | Élu pour terminer le mandat de Griffin. Réélu en 1936. Réélu en 1938. Décès.                                                                       |              |
| Vacant                     | Vacant                | 6 janvier 1940 - 20 février 1940    | 76e         | |              |
| Walter A. Lynch (en)       | Démocrate             | 20 février 1940 - 3 janvier 1945    | 76e - 78e   | Élu pour terminer le mandat de Curley. Réélu en 1940. Réélu en 1942. Redécoupage vers le 23e district.                                             |              |
| Adam Clayton Powell Jr.    | Démocrate             | 3 janvier 1945 - 3 janvier 1953     | 79e - 82e   | Élu en 1944. Réélu en 1946. Réélu en 1948. Réélu en 1950. Redécoupage vers le 16e district.                                                        |              |
| Sidney A. Fine (en)        | Démocrate             | 3 janvier 1953 - 2 janvier 1956     | 83e , 84e   | Redécoupage depuis le 23e district et réélu en 1952. Réélu en 1954. Démissionne pour servir à la Cour Suprême de New York.                         |              |
| Vacant                     | Vacant                | 2 janvier 1956 - 7 février 1956     | 84e         | |              |
| James C. Healey (en)       | Démocrate             | 7 février 1956 - 3 janvier 1963     | 84e - 87e   | Élu pour terminer le mandat de Fine. Réélu en 1956. Réélu en 1958. Réélu en 1960. Redécoupage vers le 21e district.                                |              |
| Jacob H. Gilbert (en)      | Démocrate             | 3 janvier 1963 - 3 janvier 1971     | 88e - 91e   | Redécoupage depuis le 23e district et réélu en 1962. Réélu en 1964. Réélu en 1966. Réélu en 1968.                                                  |              |
| Herman Badillo (en)        | Démocrate             | 3 janvier 1971 - 3 janvier 1973     | 92e         | Élu en 1970. Redécoupage vers le 21e district. |              |
| Jonathan B. Bingham        | Démocrate             | 3 janvier 1973 - 3 janvier 1983     | 93e - 97e   | Redécoupage depuis le 23e district et réélu en 1972. Réélu en 1974. Réélu en 1976. Réélu en 1978. Réélu en 1980.                                   |              |
| Benjamin Gilman (en)       | Républicain           | 3 janvier 1983 - 3 janvier 1993     | 98e - 102e  | Redécoupage depuis le 26e district et réélu en 1982. Réélu en 1984. Réélu en 1986. Réélu en 1988. Réélu en 1990. Redécoupage vers le 20e district. |              |
| Gerald Solomon (en)        | Républicain           | 3 janvier 1993 - 3 janvier 1999     | 103e - 105e | Redécoupage depuis le 24e district et réélu en 1992. Réélu en 1994. Réélu en 1996.                                                                 |              |
| John E. Sweeney (en)       | Républicain           | 3 janvier 1999 - 3 janvier 2003     | 106e , 107e | Élu en 1998. Réélu en 2000. Redécoupage vers le 20e district.                                                                                      |              |
| Maurice Hinchey            | Démocrate             | 3 janvier 2003 - 3 janvier 2013     | 108e - 112e | Redécoupage depuis le 26e district et réélu en 2002. Réélu en 2004. Réélu en 2006. Réélu en 2008. Réélu en 2010. Retrait.                          | 2003–2013    |
| Richard Hanna              | Républicain           | 3 janvier 2013 - 3 janvier 2017     | 113e , 114e | Redécoupage vers le 24e district et réélu en 2012. Réélu en 2014. Retrait.                                                                         | 2013–2023    |
| Claudia Tenney             | Républicain           | 3 janvier 2017 - 3 janvier 2019     | 115e        | Élue en 2016. Perd sa réélection. | 2013–2023    |
| Anthony Brindisi           | Démocrate             | 3 janvier 2019 - 11 février 2021    | 116e        | Élu en 2018. Perd sa réélection. | 2013–2023    |
| Vacant                     | Vacant                | 3 janvier 2021 - 11 février 2021    | 117e        | Élection contestée. | 2013–2023    |
| Claudia Tenney             | Républicain           | 11 février 2021 - 3 janvier 2023    | 117e        | Élue en 2020. Redécoupage vers le 24e district. | 2013–2023    |
| Brandon Williams           | Républicain           | 3 janvier 2023 - 3 janvier 2025     | 118e        | Élu en 2022. Perd sa réélection. | 2023–2025    |
| John Mannion               | Démocrate             | 3 janvier 2025 -                    | 119e        | Élu en 2024. | 2025–présent |

## Résultats des récentes élections
Les résultats des dix précédents cycles électoraux dans le district.

### 2004
| Élection de 2004 du 22e district congressionnel de New York | Élection de 2004 du 22e district congressionnel de New York | Élection de 2004 du 22e district congressionnel de New York | Élection de 2004 du 22e district congressionnel de New York | Élection de 2004 du 22e district congressionnel de New York |
| ----------------------------------------------------------- | ----------------------------------------------------------- | ----------------------------------------------------------- | ----------------------------------------------------------- | ----------------------------------------------------------- |
| Parti                                                       | Parti                                                       | Candidat                                                    | Votes                                                       | %                                                           |
|                                                             | Démocrate                                                   | Maurice Hinchey (sortant)                                   | 167 489                                                     | 67,2                                                        |
|                                                             | Républicain                                                 | William A. Brenner                                          | 81 881                                                      | 32,8                                                        |
| Total des votes                                             | Total des votes                                             | Total des votes                                             | 249 370                                                     | 100 %                                                       |
|                                                             | Maintien des Démocrates                                     |                                                             |                                                             |                                                             |

### 2006
| Élection de 2006 du 22e district congressionnel de New York | Élection de 2006 du 22e district congressionnel de New York | Élection de 2006 du 22e district congressionnel de New York | Élection de 2006 du 22e district congressionnel de New York | Élection de 2006 du 22e district congressionnel de New York |
| ----------------------------------------------------------- | ----------------------------------------------------------- | ----------------------------------------------------------- | ----------------------------------------------------------- | ----------------------------------------------------------- |
| Parti                                                       | Parti                                                       | Candidat                                                    | Votes                                                       | %                                                           |
|                                                             | Démocrate                                                   | Maurice Hinchey (sortant)                                   | 121 683                                                     | 100                                                         |
|                                                             | Maintien des Démocrates                                     |                                                             |                                                             |                                                             |

### 2008
| Élection de 2008 du 22e district congressionnel de New York | Élection de 2008 du 22e district congressionnel de New York | Élection de 2008 du 22e district congressionnel de New York | Élection de 2008 du 22e district congressionnel de New York | Élection de 2008 du 22e district congressionnel de New York |
| ----------------------------------------------------------- | ----------------------------------------------------------- | ----------------------------------------------------------- | ----------------------------------------------------------- | ----------------------------------------------------------- |
| Parti                                                       | Parti                                                       | Candidat                                                    | Votes                                                       | %                                                           |
|                                                             | Démocrate                                                   | Maurice Hinchey (sortant)                                   | 168 558                                                     | 58,1                                                        |
|                                                             | Républicain                                                 | George Phillips                                             | 85 126                                                      | 29,3                                                        |
| Total des votes                                             | Total des votes                                             | Total des votes                                             | 290 102                                                     | 100 %                                                       |
|                                                             | Maintien des Démocrates                                     |                                                             |                                                             |                                                             |

### 2010
| Élection de 2010 du 22e district congressionnel de New York | Élection de 2010 du 22e district congressionnel de New York | Élection de 2010 du 22e district congressionnel de New York | Élection de 2010 du 22e district congressionnel de New York | Élection de 2010 du 22e district congressionnel de New York |
| ----------------------------------------------------------- | ----------------------------------------------------------- | ----------------------------------------------------------- | ----------------------------------------------------------- | ----------------------------------------------------------- |
| Parti                                                       | Parti                                                       | Candidat                                                    | Votes                                                       | %                                                           |
|                                                             | Démocrate                                                   | Maurice Hinchey (sortant)                                   | 90 613                                                      | 52,4                                                        |
|                                                             | Républicain                                                 | George Phillips                                             | 82 385                                                      | 47,6                                                        |
| Total des votes                                             | Total des votes                                             | Total des votes                                             | 172 998                                                     | 100 %                                                       |
|                                                             | Maintien des Démocrates                                     |                                                             |                                                             |                                                             |

### 2012
| Élection de 2012 du 22e district congressionnel de New York | Élection de 2012 du 22e district congressionnel de New York | Élection de 2012 du 22e district congressionnel de New York | Élection de 2012 du 22e district congressionnel de New York | Élection de 2012 du 22e district congressionnel de New York |
| ----------------------------------------------------------- | ----------------------------------------------------------- | ----------------------------------------------------------- | ----------------------------------------------------------- | ----------------------------------------------------------- |
| Parti                                                       | Parti                                                       | Candidat                                                    | Votes                                                       | %                                                           |
|                                                             | Républicain                                                 | Richard Hanna (sortant)                                     | 157 941                                                     | 60,7                                                        |
|                                                             | Démocrate                                                   | Dan Lamb                                                    | 102 080                                                     | 39,3                                                        |
| Total des votes                                             | Total des votes                                             | Total des votes                                             | 280 082                                                     | 100 %                                                       |
|                                                             | Victoire des Républicains sur les Démocrates                |                                                             |                                                             |                                                             |

### 2014
| Élection de 2014 du 22e district congressionnel de New York | Élection de 2014 du 22e district congressionnel de New York | Élection de 2014 du 22e district congressionnel de New York | Élection de 2014 du 22e district congressionnel de New York | Élection de 2014 du 22e district congressionnel de New York |
| ----------------------------------------------------------- | ----------------------------------------------------------- | ----------------------------------------------------------- | ----------------------------------------------------------- | ----------------------------------------------------------- |
| Parti                                                       | Parti                                                       | Candidat                                                    | Votes                                                       | %                                                           |
|                                                             | Républicain                                                 | Richard Hanna (sortant)                                     | 129 851                                                     | 100                                                         |
| Total des votes                                             | Total des votes                                             | Total des votes                                             | 175 372                                                     | 100 %                                                       |
|                                                             | Maintien des Républicains                                   |                                                             |                                                             |                                                             |

### 2016
| Élection de 2016 du 22e district congressionnel de New York | Élection de 2016 du 22e district congressionnel de New York | Élection de 2016 du 22e district congressionnel de New York | Élection de 2016 du 22e district congressionnel de New York | Élection de 2016 du 22e district congressionnel de New York |
| ----------------------------------------------------------- | ----------------------------------------------------------- | ----------------------------------------------------------- | ----------------------------------------------------------- | ----------------------------------------------------------- |
| Parti                                                       | Parti                                                       | Candidat                                                    | Votes                                                       | %                                                           |
|                                                             | Républicain                                                 | Claudia Tenney                                              | 129 444                                                     | 46,5                                                        |
|                                                             | Démocrate                                                   | Kim Myers                                                   | 114 266                                                     | 41,1                                                        |
|                                                             | Indépendant                                                 | Martin Babinec                                              | 34 638                                                      | 12,4                                                        |
| Total des votes                                             | Total des votes                                             | Total des votes                                             | 278 348                                                     | 100 %                                                       |
|                                                             | Maintien des Républicains                                   |                                                             |                                                             |                                                             |

### 2018
| Élection de 2018 du 22e district congressionnel de New York | Élection de 2018 du 22e district congressionnel de New York | Élection de 2018 du 22e district congressionnel de New York | Élection de 2018 du 22e district congressionnel de New York | Élection de 2018 du 22e district congressionnel de New York |
| ----------------------------------------------------------- | ----------------------------------------------------------- | ----------------------------------------------------------- | ----------------------------------------------------------- | ----------------------------------------------------------- |
| Parti                                                       | Parti                                                       | Candidat                                                    | Votes                                                       | %                                                           |
|                                                             | Démocrate                                                   | Anthony Brindisi                                            | 127 715                                                     | 50,9                                                        |
|                                                             | Républicain                                                 | Claudia Tenney (sortante)                                   | 123 242                                                     | 49,1                                                        |
| Total des votes                                             | Total des votes                                             | Total des votes                                             | 250 957                                                     | 100 %                                                       |
|                                                             | Victoire des Démocrates sur les Républicains                |                                                             |                                                             |                                                             |

### 2020
| Élection de 2020 du 22e district congressionnel de New York | Élection de 2020 du 22e district congressionnel de New York | Élection de 2020 du 22e district congressionnel de New York | Élection de 2020 du 22e district congressionnel de New York | Élection de 2020 du 22e district congressionnel de New York |
| ----------------------------------------------------------- | ----------------------------------------------------------- | ----------------------------------------------------------- | ----------------------------------------------------------- | ----------------------------------------------------------- |
| Parti                                                       | Parti                                                       | Candidat                                                    | Votes                                                       | %                                                           |
|                                                             | Républicain                                                 | Claudia Tenney                                              | 156 098                                                     | 48,84                                                       |
|                                                             | Démocrate                                                   | Anthony Brindisi (sortant)                                  | 155 989                                                     | 48,80                                                       |
|                                                             | Libertarien                                                 | Keith Price                                                 | 6 780                                                       | 2,125                                                       |
|                                                             | Write-In                                                    | Write-In                                                    | 771                                                         | 0,24                                                        |
| Total des votes                                             | Total des votes                                             | Total des votes                                             | 318 998                                                     | 100 %                                                       |
|                                                             | Victoire des Républicains sur les Démocrates                |                                                             |                                                             |                                                             |

### 2022
| Primaire républicaine de 2022 du 1er district congressionnel de l'Iowa | Primaire républicaine de 2022 du 1er district congressionnel de l'Iowa | Primaire républicaine de 2022 du 1er district congressionnel de l'Iowa | Primaire républicaine de 2022 du 1er district congressionnel de l'Iowa | Primaire républicaine de 2022 du 1er district congressionnel de l'Iowa |
| ---------------------------------------------------------------------- | ---------------------------------------------------------------------- | ---------------------------------------------------------------------- | ---------------------------------------------------------------------- | ---------------------------------------------------------------------- |
| Parti                                                                  | Parti                                                                  | Candidat                                                               | Votes                                                                  | %                                                                      |
|                                                                        | Républicain                                                            | Brandon Williams                                                       | 41 260                                                                 | 100                                                                    |
|                                                                        | Républicain                                                            | Steven Wells                                                           |                                                                        |                                                                        |

| Primaire démocrate de 2022 du 1er district congressionnel de l'Iowa | Primaire démocrate de 2022 du 1er district congressionnel de l'Iowa | Primaire démocrate de 2022 du 1er district congressionnel de l'Iowa | Primaire démocrate de 2022 du 1er district congressionnel de l'Iowa | Primaire démocrate de 2022 du 1er district congressionnel de l'Iowa |
| ------------------------------------------------------------------- | ------------------------------------------------------------------- | ------------------------------------------------------------------- | ------------------------------------------------------------------- | ------------------------------------------------------------------- |
| Parti                                                               | Parti                                                               | Candidat                                                            | Votes                                                               | %                                                                   |
|                                                                     | Démocrate                                                           | Francis Conole                                                      | 10 971                                                              | 39,5                                                                |
|                                                                     | Démocrate                                                           | Sarah Klee Hood                                                     | 9 790                                                               | 35,2                                                                |
|                                                                     | Démocrate                                                           | Sam Roberts                                                         | 3 662                                                               | 13,2                                                                |
|                                                                     | Démocrate                                                           | Chol Majok                                                          | 3 315                                                               | 11,9                                                                |

| Élection de 2022 du 22e district congressionnel de New York | Élection de 2022 du 22e district congressionnel de New York | Élection de 2022 du 22e district congressionnel de New York | Élection de 2022 du 22e district congressionnel de New York | Élection de 2022 du 22e district congressionnel de New York |
| ----------------------------------------------------------- | ----------------------------------------------------------- | ----------------------------------------------------------- | ----------------------------------------------------------- | ----------------------------------------------------------- |
| Parti                                                       | Parti                                                       | Candidat                                                    | Votes                                                       | %                                                           |
|                                                             | Républicain                                                 | Brandon Williams                                            | 135 544                                                     | 50,5                                                        |
|                                                             | Démocrate                                                   | Francis Conole                                              | 132 913                                                     | 49,5                                                        |
|                                                             | Write-In                                                    | Write-In                                                    | 151                                                         | 0,1                                                         |
| Total des votes                                             | Total des votes                                             | Total des votes                                             | 268 608                                                     | 100 %                                                       |
|                                                             | Maintien des Républicains                                   |                                                             |                                                             |                                                             |

### 2024
La primaire républicaine est annulée. Brandon Williams avance vers l'élection générale.
| Primaire démocrate de 2024 du 22e district congressionnel de New York | Primaire démocrate de 2024 du 22e district congressionnel de New York | Primaire démocrate de 2024 du 22e district congressionnel de New York | Primaire démocrate de 2024 du 22e district congressionnel de New York | Primaire démocrate de 2024 du 22e district congressionnel de New York |
| --------------------------------------------------------------------- | --------------------------------------------------------------------- | --------------------------------------------------------------------- | --------------------------------------------------------------------- | --------------------------------------------------------------------- |
| Parti                                                                 | Parti                                                                 | Candidat                                                              | Votes                                                                 | %                                                                     |
|                                                                       | Démocrate                                                             | John Mannlon                                                          | 16 624                                                                | 61,5                                                                  |
|                                                                       | Démocrate                                                             | Sarah Klee Hood                                                       | 10 373                                                                | 38,3                                                                  |

| Élection de 2024 du 22e district congressionnel de New York | Élection de 2024 du 22e district congressionnel de New York | Élection de 2024 du 22e district congressionnel de New York | Élection de 2024 du 22e district congressionnel de New York | Élection de 2024 du 22e district congressionnel de New York |
| ----------------------------------------------------------- | ----------------------------------------------------------- | ----------------------------------------------------------- | ----------------------------------------------------------- | ----------------------------------------------------------- |
| Parti                                                       | Parti                                                       | Candidat                                                    | Votes                                                       | %                                                           |
|                                                             | Républicain                                                 | Brandon Williams (sortant)                                  | 161 939                                                     | 45,4 %                                                      |
|                                                             | Démocrate                                                   | John Mannion                                                | 194 450                                                     | 54,6 %                                                      |
| Total des votes                                             | Total des votes                                             | Total des votes                                             | 356 389                                                     | 100 %                                                       |
|                                                             | Victoire des Démocrates sur les Républicains                |                                                             |                                                             |                                                             |

## Frontières historiques du district
Divers districts de New York ont été numérotés « 22 » au fil des ans, notamment des zones de la ville de New York et diverses parties du nord de l'État de New York. De 2003 à 2013, le district comprenait tout ou partie des comtés de Broome, Delaware, Dutchess, Orange, Sullivan, Tioga, Tompkins et Ulster. Il comprenait les villes de Binghamton, Ithaca, Kingston, Middletown, Newburgh et Poughkeepsie. Le district s'étendait pour inclure des parties de la région des Finger Lakes, des Catskill Moutains et de la Hudson Valley.
1913 - 1919 : Parties de New York
1919 - 1945 : Parties du Bronx et Manhattan
1945 - 1953 : Parties de Manhattan
1953 - 1983 : Parties du Bronx
1983 - 1993 : La totalité de Rockland. Parties d'Orange, Sullivan et Westchester
1993 - 2003 : La totalité de Columbia, Greene, Warren, Washington. Parties de Dutchess, Essex, Ronsselaer, Saratoga, Schoharie
2003 - 2012 : La totalité de Sullivan, Ulster. Parties de Broome, Delaware, Dutchess, Orange, Tioga, Tompkins
2013 - 2023 : La totalité de Chenango, Cortland, Madison, Oneida
2023 - 2025 : La totalité de Madison, Oneida, Onondaga
2025 - 2027 : La totalité de Madison, Onondaga. Parties de Cayuga, Cortland, Oneida

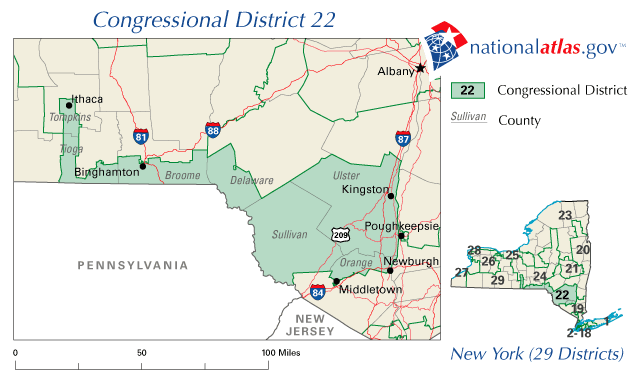
2003 - 2013

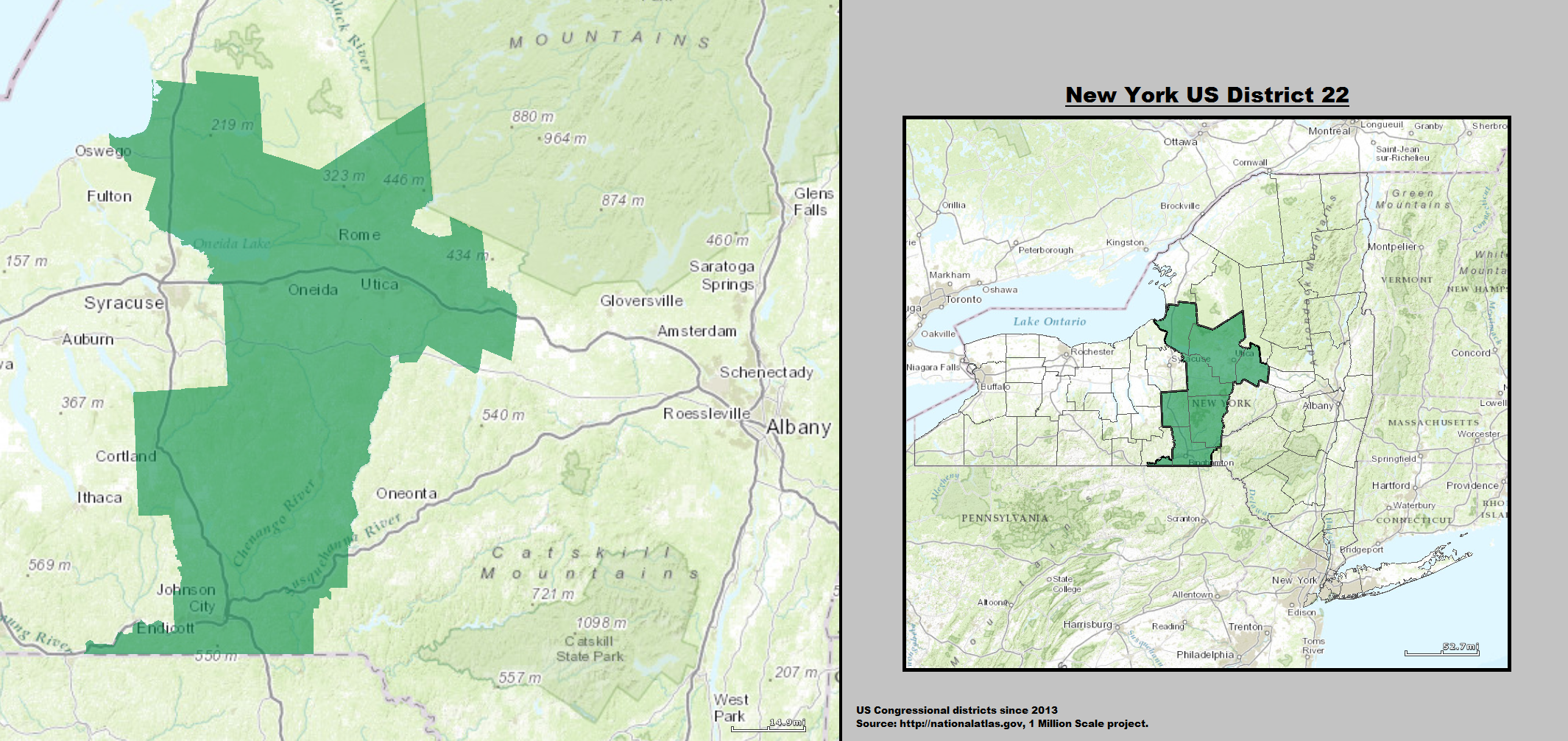
2013 - 2023